# تفجيرات شرم الشيخ 2005
هجمات شرم الشيخ 2005 كانت سلسلة من الهجمات الإرهابية المتزامنة في 23 يوليو 2005. تم الإعداد لها من قبل منظمة القاعدة المتطرفة استهدفت المنتجع المصري الهادئ جنوب شبه جزيرة سيناء المصرية، حيث توفي جراء هذه الهجمات ثمانية وثمانون (88) شخصاً معظمهم مصريون، وجرح ما يزيد عن المائتين (200) شخص من الانفجار جاعلة من الهجمات تلك «أسوأ هجوم إجرامي في تاريخ البلد».
تزامن التفجير مع احتفال مصر بعيدها القومي ثورة 23 يوليو، وهو اليوم الوطني الرئيسي في مصر، استهدف الهجوم المنتجع الذي يعد أحد أهم المناطق السياحية في مصر حيث تعتبر شرم الشيخ من عواصم السياحة العالمية التي استثمرت بها مليارات الدولارات في مجال السياحة، وقد حققت التفجيرات غايتها وقتئذ حيث ألغي الآلاف من السياح حجوزاتهم وألغيت العديد من الرحلات وقتئذ.
قامت في وقتها أجهزة الأمن المصرية باعتقال عدد من المصريين بينهم بعض السكان المحليين من بدو سيناء، حيث قيل أن البعض منهم قاموا بتقديم تسهيلات لمن قاموا بالتفجيرات، كما قام محافظ جنوب سيناء ببناء سياج أسلاك عازلة خارج حدود المدينة لمنع التسلل إليها، لكن هذه الاجراءات قوبلت بالرفض وتمت ازالة السور فيما بعد.

## التفجيرات
وقعت التفجيرات في ساعات الصباح الباكر في وقت كان فيه الكثير من السياح والمقيمين في المطاعم والمقاهي والحانات المنتشرة، فقد وقع التفجير الأول في الساعة 01:15 بالتوقيت المحلي (22:15 بالتوقيت العالمي الموحد) في منطقة البازار أو (السوق القديم) وأدت إلى مقتل 17 شخصا معظمهم مصريون حيث وضع إرهابي سيارته المفخخة قرب السوق بسبب وجود حاجز للشرطة.
القنبلة الثانية كانت مخبأة في حقيبة ظهر وضعت بجوار فندق الموفنبيك قتلت 6 سياح علي الفور.
أما التفجير الثالث فكان عبارة عن شاحنة مفخخة بالمتفجرات قادها ارهابي إلى بهو (فندق غزالة جاردنز أوتيل)، وهو فندق 4 نجوم يتكون من 176 غرفة بمنطقة خليج نعمة في المدينة ضمن مجموعة فنادق تطل علي خليج نعمة تبعد نحو 6 كيلومترات عن وسط المدينة وقتل نحو 45 شخصا من جراء تفجير بهو الفندق.
كانت التفجيرات قوية لدرجة أنها هزت النوافذ من على بعد أميال بعيدة كما شوهد الدخان والحرائق تتصاعد من مواقع التفجيرات.

## الإصابات
فيما ذكر مسؤولون حكوميون بعد بضعة أيام من التفجيرات أن عدد الضحايا بلغ 64 قتيلا، ذكرت مصادر المستشفيات أن عدد القتلي بلغ 88 قتيلا في التفجيرات.
معظم القتلي والجرحي كانوا من المصريين إضافة إلى 11 بريطاني، 6 إيطاليين، ألمانيان، 4 أتراك، تشيكي واحد، واحد من عرب إسرائيل، وأمريكي واحد.
الاصابات الأخرى من القتلي والمصابين كانت لزوار أجانب من فرنسا، أوكرانيا، هولندا، إسبانيا ،روسيا، الكويت وقطر، فضلا عن المصريين من الزوار والمقيمين.

## المسؤولية
مجموعة أسمت نفسها كتائب عبد الله عزام تابعة لجماعة القاعدة الارهابية أول من أعلنت مسؤليتها عن الهجوم الإرهابي وذلك علي موقع اليكتروني وعنونت ذلك بقولها (المجاهدون استهدفوا فندق غزالة جاردنز والسوق القديمة في شرم الشيخ) كما اعترفت بصلاتها بالقاعدة.
الحكومة المصرية أعلنت أن من قاموا بالتفجيرات هم مسلحون من البدو من ذات المجموعة التي قامت بتفجيرات طابا قبل عام خلي.
وعزلت وزارة الداخلية المصرية المسؤولين والقادة الأمنيين في محافظتي شمال وجنوب سيناء وقتئذ.

## خلفية تاريخية
تاريخيا كان السياح الاجانب الهدف المعتاد من قبل الجماعات المتطرفة منذ أوائل التسعينيات حيث كانت تلك الجماعات المعارضة للحكومة المصرية تعتقد ان الاضرار بالسياحة سيؤثر علي الحكومة المصرية وبالفعل استهدفت السياح الأجانب وأضرت بالقطاع السياحي المصري آنذاك.
وكان أسوأ هجوم ارهابي وأكثره دموية قبل تفجيرات شرم الشيخ هو مذبحة الأقصر في 17 نوفمبر 1997 حيث قتل 58 سائحا أجنبيا معظمهم سويسريون و4 مصريين كانوا في زيارة لتفقد آثار معبد الملكة حتشبسوت قرب مدينة الأقصر. وفي أكتوبر 2004 وقعت سلسلة تفجيرات قتلت 34 شخصا في طابا في سيناء، وفي 7 و30 أبريل 2005 استهدفت القاهرة بيومين من «العنف الإرهابي» في خان الخليلي وميدان عبد المنعم رياض حيث قتل فيهما 3 سياح أجانب وأصيب 18 شخصا بينهم 10 مصريين.

## ردود الفعل الدولية
أدانت الكثير من دول العالم والمنظمات الدولية التفجيرات التي وقعا في شرم الشيخ ووصفتها بالتفجيرات الارهابية.
- فرنسا : أدانت التفجيرات، وأكد الرئيس الفرنسي وقتها جاك شيراك عن «عزم فرنسا المطلق على مكافحة هذا الشر»، وأعرب في بيان عن قصر الاليزيه «مؤازرة فرنسا للشعب المصري وللرئيس مبارك، وعن خالص تعازيه لعائلات الضحايا».
- المملكة المتحدة : قال وزير الخارجية البريطاني جاك سترو في مؤتمر صحفي: «إن تفجيرات شرم الشيخ تظهر أن الصراع ضد الإرهاب، صراع دولي». وقال ذاكرا عن الشعب المصري: «صراعه هو صراعنا، صراعنا هو صراعه».
- الإمارات العربية المتحدة : أكد رئيس دولة الإمارات العربية المتحدة الشيخ خليفة بن زايد آل نهيان «تضامن بلاده التام مع مصر في مواجهة الأعمال الارهابية الشريرة التي راح ضحيتها عدد كبير من الأبرياء بين قتيل وجريح في مدينة شرم الشيخ».
- إسبانيا : التي تعرضت عاصمتها مدريد لاعتداءات مماثلة في 11 مارس 2004 م. أعلنت تضامنها المطلق مع مصر.
- ألمانيا : نددت الحكومة الألمانية بالتفجيرات وووصفتها بالجريمة وندد يوشكا فيشر وزير الخارجية الألماني «بالكراهية العمياء والمتعصبة التي يرغب الإرهابيون زرعها في كل مكان».
- إيطاليا : أعرب رئيس الوزراء الإيطالي سيلفيو برلسكوني عن «أسفه للتفجيرات» وأعرب عن «وقوف إيطاليا بحزم ضد الإرهاب».
- الولايات المتحدة : أدان البيت الأبيض «الاعتداءات الارهابية الوحشية في شرم الشيخ» وأضاف: «نصلي من أجل الضحايا وعائلاتهم وننضم إلى الأسرة الدولية في الاعراب عن أسفنا العميق لهذه الهجمة على العالم المتحضر» كما اتصل الرئيس الأمريكي جورج بوش بالرئيس المصري حسني مبارك معربا عن تعازيه وادانته للهجمات ووصفت كوندوليزا رايس وزيرة الخارجية الأمريكية الهجمات بأنها «ارهابية بشعة».
- البحرين : عبرت عن «استنكارها وادانتها لمثل هذه التفجيرات الإجرامية التي تستهدف الأبرياء والمدنيين والنيل من أمن العالم أجمع..و تأييدها لكافة الاجراءات التي تتخذها مصر في سبيل الحفاظ على أمنها واستقرارها».
- روسيا : أدانت روسيا التفجيرات الارهابية وبعث الرئيس الروسي فلاديمير بوتين برقية تعزية إلى الرئيس المصري حسني مبارك.
- الصين : أعربت الصين عن «صدمتها العميقة حيال التفجيرات الارهابية التي تعرضت لها مدينة شرم الشيخ المصرية».
- الكويت : أدانت الكويت التفجيرات وأعلنت «رفض الكويت لمثل هذه الأعمال الارهابية التي تهدد أرواح الأبرياء وتتنافى مع كافة القيم الإنسانية والشرائع السماوية».
- سوريا : قالت سوريا أنها تدين «التفجيرات الارهابية في شرم الشيخ» وقالت أنها ستؤيد «أية اجراءات ضرورية تراها مصر للامساك بالجناة».
- الأمم المتحدة: قال كوفي عنان الأمين العام للأمم المتحدة أن العالم استقبل بألم وغضب التفجيرات التي أسفرت عن مقتل الأبرياء وعبر عن تضامن المجتمع الدولي مع مصر".
- الاتحاد الأفريقي: «أدان بشدة» الاعتداءات التي طاولت شرم الشيخ وقال بيان صدر عن الاتحاد في أديس أبابا، «إن رئيس الاتحاد الأفريقي يدين بشدة الهجوم الوحشي البربري والقاتل ضد شرم الشيخ، المدينة التي ترمز إلى السلام والحوار».
- الاتحاد الأوروبي: رئيس المفوضية الأوروبية خوسيه مانويل باروسو أعرب عن «فزعه وحزنه الشديدين من التفجيرات التي تتسم بالجبن» والتي استهدفت شرم الشيخ.
- منظمة المؤتمر الإسلامي: أدانت التفجيرات التي الارهابية وقالت «أنها لا تستحق سوي الازدراء من الجميع» وطالب أمينها العام أكمل الدين احسان أوغلو دول المنظمة «بإعادة النظر في زيادة تفعيل اتفاقية مناهضة الإرهاب الإسلامية، الموقعة عام 1999 م. والالتزام بتطبيق الاتفاقيات الدولية العديدة الأخرى».